# Јефто Шћепановић Чајо
Јефто Шћепановић Чајо (Доњи Загарач, код Даниловграда, 25. јануар 1911 — Титоград, 7. август 1978), учесник Народноослободилачке борбе, друштвено-политички радник СФР Југославије и СР Црне Горе и народни херој Југославије.

## Биографија
Рођен је 25. јануара 1911. године у Доњем Загарaчу, код Даниловграда, у сељачкој породици. Основну школу завршио је у родном месту, гимназију у Подгорици, а Правни факултет у Београду, 1934. године. Као студент, учествовао је у оснивању студентских удружења и у разним студентским акцијама и демонстрацијама које је организовала Комунистичка партија Југославије (КПЈ).
После завршених студија, вратио се у Подгорицу и запослио се, почетком 1935. године, у Финансијској дирекцији. До 1941. године радио је као службеник. У граду се повезао с напредним покретом и учествовао у његовим акцијама. Године 1935. постао је члан КПЈ. Одмах после уласка у КПЈ, био је изабран за секретара чиновничке партијске јединице у Подгорици и на тој дужности остао је све до почетка рата 1941. године.
За секретара Окружног комитета КПЈ за Подгорицу био је изабран 1936. године. У јесен исте године, био је изабран за члана Покрајинског комитета КПЈ за Црну Гору, Боку, Санџак и Метохију. Почетком 1940. године био је одређен за секретара „Народне помоћи“ за Црну Гору, Боку и Санџак. У току 1940. године био је секретар технике при Покрајинском комитету КПЈ за Црну Гору. У лето 1940. године, био је изабран за члана Месног комитета КПЈ за Подгорицу. Крајем 1940. године, био је именован за резервног члана МК КПЈ за Подгорицу и за резервног члана ПК КПЈ за Црну Гору. Крајем исте године, био је изабран за члана Бироа ПК КПЈ за Црну Гору, Боку и Санџак. Извесно време, пред избијање рата, вршио је у Покрајинском комитету дужност политичког секретара. Када је ПК, крајем 1940. године, образовао Војну комисију, Шћепановић је постао њен члан.
Када је, крајем 1940. године, Влада Цветковић–Мачек забранила рад УРСС Југославије, ПК КПЈ за Црну Гору именовао је Комисију за синдикални рад, а за председника је био постављен Шћепановић.
Пред Тринаестојулски устанак, налазио се на дужности секретара ОК КПЈ у Подгорици. Од јесени 1941. до фебруара 1942. године, био је секретар ОК у Колашину. После повлачења партизанских јединица из Црне Горе за Босну, остао је у илегали на терену срезова цетињског и подгоричког, прво као члан ОК у Цетињу, а затим као политички секретар ОК у Подгорици.
У току Пете непријатељске офанзиве, био је руководилац Политодела Пете пролетерске црногорске бригаде. Затим је враћен на терен цетињског округа као инструктор и делегат Покрајинског комитета при ОК у Цетињу. На дужности заменика политичког комесара Треће санџачке бригаде налазио се од јесени 1943. године, али је био тешко рањен, па је почетком 1944. године на неко време пренесен на лечење у Италију. У Барију је био начелник Персоналног одељења Штаба базе НОВЈ и партијски секретар Штаба базе.

### Послератни период
Од априла 1945. године, био је политички комесар Команде позадине Југословенске армије (ЈА). После рата вршио је многе одговорне функције:
- члан Бироа Покрајинског комитета КПЈ за Црну Гору од 1946. године,
- председник Планске комисије Владе НР Црне Горе од 1946. године,
- члан Политбироа Централног комитета КП Црне Горе од 1948. до 1952. године,
- министар грађевина Владе НР Црне Горе,
- председник Планске комисије Владе НР Црне Горе (други мандат),
- министар индустрије, а затим финансија Владе НР Црне Горе и секретар Извршног већа Народне скупштине НР Црне Горе од 1950. до 1953. године,
- председник Одбора за привреду Републичког већа Народне скупштине НР Црне Горе од 1953. до 1957. године,
- посланик Савезног већа Савезне народне скупштине од 1953. до 1963. године, када је изабран за судију Уставног суда Црне Горе,
- редовни професор Техничког факултета у Титограду од 1965. године,
- председник Уставног суда Црне Горе од 1968. до 1974. године,
- члан Савета федерације од 1975. до 1978. године.

Шћепановић је важио за скромног човека, не користећи привилегије које су му у складу са функцијама које је обављао припадале. Није користио аутомобил, ни службени, ни приватни, на посао је ишао пешке и примао је само плату професора Техничког факултета у Титограду.
Умро је 7. августа 1978. године. Сахрањен је на Гробљу Доњи Загарач, у родном месту.
Носилац је Партизанске споменице 1941. и других југословенских одликовања, међу којима су — Орден народног ослобођења, Орден партизанске звезде са златним венцем, Орден заслуга за народ са златном звездом, Орден братства и јединства са златним венцем и Орден за храброст. Орденом народног хероја одликован је 27. новембра 1953. године.